# Dirty Dynamite
Dirty Dynamite è il diciassettesimo album discografico in studio del gruppo musicale hard rock svizzero dei Krokus, pubblicato nel 2013.

## Tracce
1. Hallelujah Rock n' Roll (von Rohr, Kohler, Storace) - 3:27
2. Go Baby Go - 3:38
3. Rattlesnake Rumble - 3:49
4. Dirty Dynamite - 3:51
5. Let the Good Times Roll (von Rohr, Kohler, Storace) - 3:55
6. Help! (John Lennon, Paul McCartney) - 4:27
7. Better Than Sex - 4:17
8. Dog Song - 3:48
9. Yellow Mary - 3:32
10. Bailout Blues (von Rohr, Kohler, Storace) - 3:30
11. Live Ma Life (von Rohr, Kohler, Storace) - 3:58
12. Hardrocking Man - 3:10

## Formazione
Gruppo
- Marc Storace – voce
- Fernando von Arb – tastiere, basso, chitarra, cori
- Mark Kohler – chitarra
- Mandy Meyer – chitarra
- Chris von Rohr – basso, tastiere, cori
- Kosta Zafiriou – batteria

Ospiti
- Mark Fox – voce
- Tommy Heart – voce